# هيلا بيشر
هيلا بيشر(بالألمانية: Hilla Becher)‏ (من مواليد هيلا ووبيزر ؛ 2 سبتمبر 1934 - 10 أكتوبر 2015) هي مصورة ألمانية . عرفت من خلال صورها ذات الطابع التصوري . عملت في مجال التصوير رفقة زوجها برند بيشر لأكثر من 50 عامًا. التقطت عدستها صورًا من الولايات المتحدة وفرنسا وألمانيا وهولندا وبريطانيا العظمى وبلجيكا وسويسرا ولوكسمبورغ وإيطاليا. 
حصلت بيشر، إلى جانب زوجها، على جائزة إراسموس وجائزة هاسيلبلاد . أسست مدرسة دوسلدورف للتصوير الفوتوغرافي  في منتصف السبعينيات.
في عام 2015 ، توفيت من سكتة دماغية في سن 81 ، في دوسلدورف .  

## جوائز
- 1966: منحة المجلس الثقافي البريطاني E360   لتصوير المناجم في نوتنجهامشاير وجنوب ويلز . [10]
- 2002: جائزة إيراسموس من مؤسسة برايميوم إراسمانيوم، هولندا، لمساهمتها في جامعة كونستاكاديمي دوسلدورف. [11]

- مان

## روابط خارجية
- هيلا بيشر على موقع الموسوعة البريطانية (الإنجليزية)
- هيلا بيشر على موقع مونزينجر (الألمانية)